# مارسيانو خوسيه دو ناسيمنتو
مارسيانو خوسيه دو ناسيمنتو (بالبرتغالية: Marciano José do Nascimento‏) هو لاعب كرة قدم برازيلي في مركز الوسط، ولد في 12 يوليو 1980 في Chapadinha ‏ في البرازيل. لعب مع موتو كلوب ونادي ساراييفو ونادي ساندفيورد ونادي سيليك زينيكا ونادي شيروكي برييغ.